# Richard Crane (diplomat)
Richard Teller Crane (12. srpna 1882 Denver – 3. října 1938) byl americký diplomat a v letech 1919–1921 první velvyslanec Spojených států amerických v Československu, s oficiálním titulem mimořádný velvyslanec a zplnomocněný ministr.

## Osobní život
Narodil se roku 1882 v coloradském Denveru do rodiny jednoho z nejbohatších amerických průmyslníků Charlese R. Cranea, jenž zdělil rodinný konglomerát firem vybudovaný dědem Richardem T. Cranem. Otec Charles Crane se stal jedním z významných donátorů prezidentské volební kampaně Woodrowa Wilsona v roce 1912. Po jeho vítězství působil v několika diplomatických pozicích Wilsonovy administrativy. Poslední z nich byl úřad vyslance v Číně.
Po skončení Lawrenceville Preparatory School nastoupil Richard Crane na Harvardovu univerzitu, kterou ukončil v roce 1904 ziskem titulu bakalář umění (A.B.). Od roku 1905 pracoval jako viceprezident rodinných společností Eaton, Cole and Burnham Co., které byly o pět let později sloučeny s Crane Co. Do srpna 1914 působil na pozici prezidenta Crane Valve Co, aby poté kandidoval do kongresu za Rooseveltovu Pokrokovou stranu v devátém chicagském obvodu. Podle vlastních slov skončil „těsně třetí“.
S Ellen Douglasovou Bruceovou (nar. 1872), pocházející z virginského South Bostonu, se oženil 22. září 1909. Manželé se usídlili ve virginském sídle Westover Plantation spadajícím do historického okresu Charles City.
V roce 1918 spolupracoval s T. G. Masarykem v otázce americké a spojenecké pomoci československým legionářům v Rusku.

### Velvyslanec
Americký prezident Woodrow Wilson jej ve svém druhém volebním období jmenoval 23. dubna 1919 prvním velvyslancem Spojených států v nově vzniklém Československu. Americký Senát jeho nominaci schválil 26. června téhož roku. Pověřovací listiny československé vládě předal již 11. června 1919 a do senátního potvrzení byl pouze pověřen vedením zastupitelského úřadu. Z funkce odstoupil 5. prosince 1921, kdy jej vystřídal historik Lewis Einstein jmenovaný republikánským prezidentem Warrenem G. Hardingem, jenž v Bílém domě úřadoval od března 1921.
Před pražským angažmá působil od léta 1915 jako tajemník ministra zahraničí Roberta Lansinga.
V roce 1919 získal do vlastnictví malostranský Schönbornský palác za nízkou cenu 117 tisíc dolarů, která byla pravděpodobně snížena vysokým počtem pronájmů – ze sta pokojů bylo takto smluvně vázáno osmdesát. V roce 1925 palác odkoupila vláda Spojených států a učinila jej trvalým sídlem amerického velvyslanectví.

### Úmrtí
Na virginské usedlosti Westover Plantation zemřel 3. října 1938 ve věku padesáti šesti let po smrtelném střelném poranění do oblasti pravého spánku, během lovu na chřástala karolinského. Pochován byl na hřbitově ve Westoveru.

## Pozadí vztahu Masarykovy a Craneovy rodiny
Ke Craneově diplomatické misi v Československu přispěl dlouholetý přátelský vztah jeho rodiny s prezidentem Tomášem Garriguem Masarykem. Slavjanofilsky orientovaný otec Charles R. Crane pozval na počátku 20. století Masaryka s Kovalevským a Miljukovem k přednáškové činnosti na Chicagskou univerzitu, spolusponzoroval vznik Slovanské epopeje a starší portrét jeho dcery Josephine Craneové použil Alfons Mucha jako předobraz slovanské bohyně Slavie na bankovce 100 Kčs. Především jeho zásluhou, díky přístupu k Woodrowu Wilsonovi, byl Masaryk v květnu 1918 představen americkému prezidentu a 19. června téhož roku s ním mohl jednat.
Charles Crane v roce 1904 také pozval do Chicaga Alici Masarykovou, studující tehdy postgraduál v Lipsku. Jan Masaryk odjel v září 1906 do Spojených států, kde od následujícího roku pracoval v Craneově connecticutské slévárně v Bridgeportu. Během šestiletého pobytu se poznal i s Frances, další z Craneových dcer. Při její návštěvě Prahy, kde již bratr Richard Crane působil jako velvyslanec, navázala s Janem Masarykem vztah. V roce 1924 se za něj provdala a rozvod následoval roku 1931. Z předchozího manželství měla tři děti.

## Ocenění
- 13. dubna 1926 – Československý řád Bílého lva, I. třídy[15][5]
- 1929 – Řád znovuzrozeného Polska[5]